# Isfet
Nell'antica religione egizia, Isfet è il concetto, e talvolta la divinità personificata, che rappresenta il disordine cosmico e il determinismo associato al caso, esistente prima della creazione del mondo. Esiste in eterno dualismo con Maat, che rappresenta invece l'ordine cosmico e la giustizia.
A differenza del Caos greco, che personificava il Vuoto precedente la creazione, Isfet era visto come il disordine cosmico.

## Panoramica

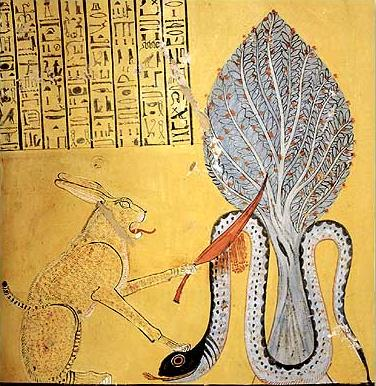
Atum-Ra, nella forma del Grande gatto di Eliopoli, chiamato "Gatto dal quale non vi è scampo", uccide Apopi sotto il sacro albero Ished. Dalla tomba TT359 di Inherkhau - XX Dinastia

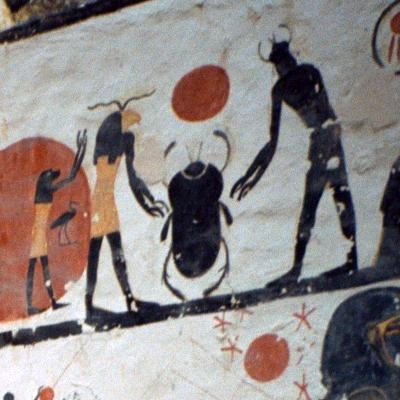
Atum-If-Ra e Kephre

L'evoluzione del concetto risulta dal concorso di più teorie intrecciate e provenienti da epoche diverse e da località differenti.
Al naturale evolversi delle teologie, spesso senza continuità e permeato di apparenti contraddizioni, influivano, nei secoli ed in modo notevole, i templi, come veri e propri centri di potere, la casta sacerdotale più in auge in quel dato momento e la città di maggior rilevanza politica.
Le principali dottrine sulla creazione fiorirono nei centri di Eliopoli, Ermopoli e Menfi.
Ma non mancarono altri centri come Abido e Tebe, ognuno con la propria organizzazione teologica. Ma tutti avevano in comune: il mondo creato da Ra, il Nun come elemento primordiale e la ricerca di Maat.
Secondo la cosmogonia eliopolitana, dal Caos esistente nacque successivamente il Cosmo, inteso come Maat unica forza positiva in grado di contrastarlo nella sua casualità indifferenziata e nella sua causalità di distruzione.
Questo equilibrio era molto delicato e l'antico popolo della valle del Nilo viveva nel terrore che la forza negativa Isfet, contrapposta a Maat come manifestazione terrena del male, sopraffacesse quella positiva dando così origine alla distruzione del mondo.
Questa perenne lotta, secondo la magia egizia o meglio la sacra scienza, era rappresentata da Ra, il dio supremo e dal serpente Apopi. Ogni giorno il dio, con l'aiuto della Luce, energia positiva identificata nella magica divinità di Heka, vinceva l'oscuro Caos, simboleggiato dal serpente nero e rigenerava il mondo.
Così Atum-Ra, con la sua barca solare, percorreva il cielo durante il giorno fino al tramonto, quando ormai vecchio spariva dietro l'orizzonte dell'occidente. Per poter rinascere, si incarnava in Atum-If-Ra, divinità con la nera testa di ariete, ed alla settima ora della notte affrontava il serpente Nehahor, una forma di Apopi che voleva impedire il rigenerarsi della Creazione.
Sconfitto il serpente nero, Atum-If-Ra proseguiva il suo cammino fino a ricomparire all'alba come Khepri, una delle settantacinque forme di Ra-Harakhti.
Apopi era una potenza autorigenerante e quindi doveva essere sconfitto ogni notte fino a quando, alla fine del tempo, il Nun non avesse di nuovo travolto il mondo.

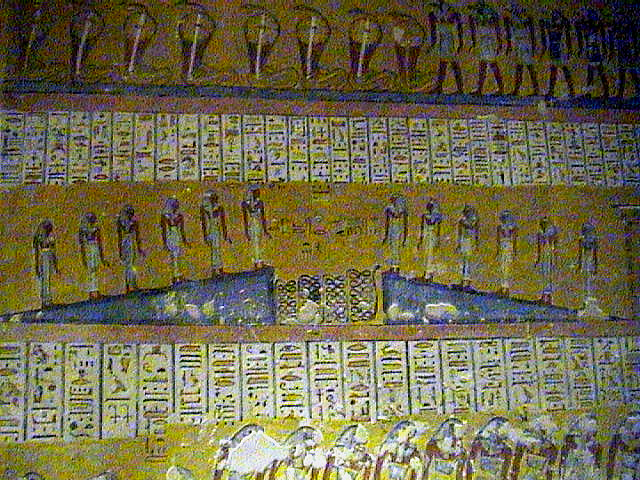
Il serpente Apopi tra la sesta e la settima ora della notte. Le dodici ore della notte sono raffigurate antropomorfe.

L'intervento della magia egizia aveva lo scopo di procrastinare il più possibile nel tempo questo infausto momento. Ma il Caos, con la sua costante azione di disgregazione, minacciava anche le divinità generate dalla Creazione che non vi si potevano recare salvo farsi rigenerare successivamente da Osiride con i suoi poteri.
La sacra scienza per opporsi al Caos altro non era che la conoscenza donata da Ra all'uomo che per mezzo della sua mente poteva agire sulla causa delle forze senza più equilibrio ed il sovrano con il sacerdote divenivano quindi strumenti divini perché celebravano i riti della rigenerazione, ben rappresentati nel rituale della "Offerta a Maat".
Ma il sovrano operava anche con le divinità, per la sopravvivenza di entrambi, nella difesa dell'armonia del Cosmo e della società umana, difesa che veniva attuata con particolari offerte nella "Sala delle due Maat", quella cosmica e quella umana.
Secondo la cosmogonia ermopolitana, fin dalla V dinastia, fu il Caos che generò quattro coppie di divinità, l'Ogdoade, ognuna con una delle sue caratteristiche.
Così la coppia Nun e Nunet era l'elemento di acqua primordiale, la coppia Huh e Huhet caratterizzava l'infinito, la coppia Kuk e Keket impersonava le tenebre ed Amon con Amonet erano l'invisibile e quindi come corollario, il Caos era un liquido primevo, infinito nel tempo e nello spazio, buio ed invisibile.